# CHUM-FM
CHUM-FM (104.5 CHUM FM Today’s Best Music) ist ein privater Hörfunksender aus Toronto, Ontario, Kanada. Der Adult-Contemporary-Sender wird von Bell Media Radio betrieben und zählt zu den beliebtesten Radiostationen Torontos. Er kann bis in den Süden der US-Bundesstaaten New York und  Pennsylvania empfangen werden. Die Sendeausrüstung befindet sich im höchsten Gebäude Torontos, im CN Tower, und hat eine Leistung von 40 kW.

## Geschichte
CHUM-FM ging am 1. September 1963 mit einer Leistung von 18.000 Watt auf Sendung. Die Studios befanden sich in der 1331 Yongee Street. Anfänglich sendete CHUM-FM ein klassisches Musikformat. Am 21. März 1966 erfolgte eine Erhöhung der Sendeleistung von 18.000 auf 54.000 Watt. 1968 bekam der Sender die Erlaubnis die Sendeanlage zu ändern und zugleich auch die Leistung auf 100.000 Watt zu steigern. Des Weiteren bezog der Sender ein neues Gebäude im Manufacture's Life Building in der 250 Bloor Street East. Im Juli desselben Jahres änderte der Sender sein Sendeformat und begann mit der Ausstrahlung von Progressive Rock, dem Vorgänger des heute bekannten Adult-Album-Alternative-Format. Das heißt, er sendet eine große Vielfalt an verschiedenen Musikrichtungen.
Am 14. Dezember 1973 wurde der Radiosender unter verschiedenen anderen Rundfunksendern ausgewählt, um seine Sendeanlagen auf dem Dach des CN Tower zu installieren. Die Sendeausstrahlung begann am 31. Mai 1976 mit einer reduzierten Sendeleistung von 40.000 Watt.
1978 erweiterte der Sender sein Sendeformat und führte die Top-30-Single-Charts-Show ein. Eine Fernsehsendung  der Top-30-Single-Charts wurde später durch CityTv ausgestrahlt, welches die Musikvideos zu den damals platzierten Single-Charts ausgestrahlt hatte. Durch die Übernahme von CityTv durch Rogers Communications, wurde die Ausstrahlung der Top-30-Show eingestellt. Im Dezember 1984 änderte der Sender sein Sendeformat auf Adult Contemporary.
Am 26. Mai 1998 erhielt CHUM-FM eine Lizenz zum Ausstrahlen im Digital Audio Broadcasting (DAB) durch Nutzung des Eureka-147 Systems. Dieses wurde auch am CN Tower installiert und sendete auf der Frequenz 1456.34 MHz mit einer Leistung von 5.084 Watt.
Anfang/Mitte 2000 begann der Sender mit der Ausstrahlung von Hip-Hop, Reggae und Tanzmusik. Der Grund für die Änderung des Sendeformats ergab sich dadurch, dass man mehr jüngere Zuhörer mit dem Sendeformat ansprechen wollte. CHUM-FM begann mit der Ausstrahlung der American Top 40.
Während der Feierlichkeiten der Canadian Music Awards, die am 8. März 2007 stattfanden, wurde der Sender CHUM-FM als Hörfunksender des Jahres ausgezeichnet.

## Shows
- Blake Carter Show
- Joey Brooks Show
- Pina Show
- The CHUM Chart Top 30 mit Richie Favalaro
- The Morning Show mit Roger, Darren und Marilyn